# 웹스터 사전

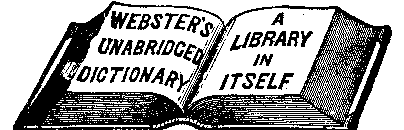
웹스터 사전 무삭제판(Webster's Unabridged Dictionary)을 위한 광고(1888)

웹스터 사전(Webster Dictionary)은 19세기 초 노아 웹스터에 의해 편집된 사전들, 혹은 노아 웹스터의 참여와 관계없이 웹스터의 이름을 채택한 수많은 사전들을 말한다. "웹스터"는 미국에서 영어 사전의 상표가 되었었고 영어 사전에서 널리 사용되고 있다.
메리엄-웹스터(Merriam-Webster company)는 지금은 퍼블릭 도메인에 있는 노아 웹스터의 원본 저작물의 기업 상속자이다.

## 출판
- 초판 1828년
- 2판 1841년 : 1841인쇄, 1844인쇄, 1845인쇄

## 메리암-웹스터 판
1843년 웹스터가 사망하자, 아직 팔리지 않은 책 잔여분과 "웹스터"라는 이름에 대한 모든 권리는 웹스터의 사위인 예일대(Yale College)의 쵼씨 굿리치(Chauncey A. Goodrich) 교수를 고용한 형제 조지와 찰스 메리암에 의해 구입되었다.  쵼씨 교수의 "New and Revised Edition"판은 1847년 9월 24일에, 그리고 1859년에 개정 및 확대되어 본문에 색인이 찍힌 삽화 부분을 추가했다. 이 개정판은 웹스터의 작업에 근접해 있었지만, 추후 편집자들에 의해 이러한 웹스터의 "흥미"라고 불렀던 일부스타일들은 삭제편집되어갔다.

## 무삭제 판
조셉 우스터의 획기적인 영어사전(1860년)에 대응하여, G.C. 메리암사(G. & C. Merriam Company)는 상당히 수정된 영어사전을 만들었다. 이 책은 예일대 노아 포터(Noah Porter) 교수가 편집했으며 1864년에 114,000개의 단어를 수록한 판이다. 그것은 때때로 웹스터-맨 판으로 언급되었는데, 그것은 그것이 성경책의 역사를 따르려는 웹스터의 시도에 근거했던 지지할 수 없는 어원을 대체한 맨(C. A. F. Mahn) 박사의 개정판이기 때문이다. 이것은 노아 웹스터의 작품을 대대적으로 개편한 첫 판이었고, 언아브릿짓(Unabridged,요약하지 않은,무삭제)판이라고 알려진 첫번째 판이었다. 이후 인쇄물에는 1879년 4,600개 이상의 새로운 단어와 정의를 담고 있는 추가 단어와 정의의 제공, 1889년 9,700개 이상의 유명한 인물들을 포함한 전기의 사전이 포함되어 있었다. 1883년 인쇄본은 1,928쪽(가로세로22cm29cm)에 두께가 11cm이었다.

옥스퍼드 영어 사전의 편집자인 제임스 A.H. 머레이(James A.H. Murray)는 1864년 웹스터의 무삭제 판(Webster Unabridged Dictionary edition)이 "국제적인 명성을 얻었다"고 말했다. 그것은 다른 모든 사전보다 우월하게 여겨졌고 미국과 영국뿐만 아니라 극동지역에서도 단어의 의미에 대한 주도적인 권위자로 받아들여졌다."

## 인터내셔널 판

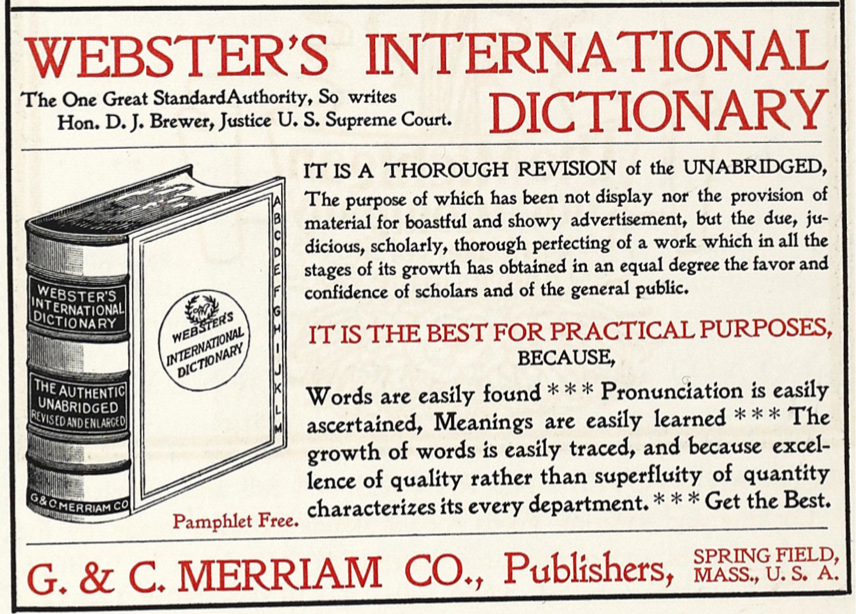
웹스터 사전 국제판(1890)광고(1896)

노아 포터는 또한 다음 판인 웹스터 사전 국제판(Webster's International Dictionary,1890년)을 편집했는데 이것은 미국 사전의 확장이었다. 그것은 약 17만5천개의 단어를 담고 있었다. 1900년에 웹스터 인터내셔널은 25,000개의 항목을 추가해 부록과 함께 다시 출판되었다.
- Webster's International Dictionary (1890 및 1900)
- Webster's New International Dictionary (1909)
- Webster’s New International Dictionary 2판(second edition, 1934)
- Webster's Third New International Dictionary (1961)

이는 웹스터 영어사전이 국제적인 저명성과 위상을 얻는데 많은 기여를 했다.

## 메리암-웹스터 칼리지 사전
메리암-웹스터 칼리지 사전(Merriam-Webster's Collegiate Dictionary)
- 초판: 1898
- 2판: 1910
- 3판: 1916
- 4판: 1931
- 5판: 1936
- 6판: 1949
- 7판: 1963
- 8판: 1973
- 9판: 1983
- 10판: 1993
- 11판: 2003

메리암-웹스터 칼리지 사전은 대학버전뿐만 아니라 초중고교의 학생들을 위한 버전에서도 출판되었다.

## 퍼블릭도메인
19세기 후반부터 웹스터라는 이름의 사전은 메리암-웹스터(Merriam-Webster) 이외의 회사에서 출판되기 시작했다. 이 중 일부는 노아 웹스터 (Noah Webster)의 저작물의 무단전재였다. 몇몇은 웹스터 사전의 개정이었다. 존 오길비(John Ogilvie)의 "제국 영어 사전" (The Imperial Dictionary of English Language) 자체를 기반으로한 웹스터의 제국 사전 (Webster 's Imperial Dictionary)은 노아 웹스터의 미국 사전 (Webster's American Dictionary)을 확장한 것이었다.
이에 대해 메리암이 법적 조치를 취했으나 미국 법원은 1908년에 웹스터 사전(Webster Dictionary) 언아브릿짓판(Unabridged edition)이 1889년에  퍼블릭도메인에 들어갔음을 판결했다. 이어서 1917년, 미국 법원은 노아 웹스터의 웹스터 사전(1806판)의 저작권이 만료된 1834년에 퍼블릭도메인에 들어간 것으로 판결했다. 따라서 "웹스터(Webster)"는 일반화된 상표가되었으며 다른 사람들은 자신의 저작물에 이 이름을 자유롭게 사용할 수 있었다.
웹스터 무삭제판 영영사전(Webster Unabridged Dictionary)원본은 구텐베르크 프로젝트에서 무료로 제공되고있다.

## 무분별한 사용
웹스터사전이 퍼블릭도메인이된 이후로 웹스터라는 이름은 널리 퍼져있다. 메리엄 웹스터는 사전 구매자들에게 자신들만이 노아 웹스터의 정통성있는 상속인이라는 것을 상기시키기 위해 많은 노력을 한다.  그러나 문제는 그것보다 더 복잡하다.  20세기 내내, 웹스터의 뉴 유니버셜과 같은 일부 비메리암 판들은 현대 메리암 웹스터 판보다 웹스터의 작품에 더 가까워 보일수있기 때문이다. Merriam-Webster에 의한 추가 개정은, 예를 들어, 유니버셜이 최소한의 수정으로 대부분 시대에 뒤떨어진 채, 원래의 소스와 거의 공통점이 없었다.
많은 그리고 너무나 다양한 크기와 품질의 사전이 웹스터라고 불렸기 때문에 그 이름은 더 이상 특별한 브랜드 의미를 지니지 않는것처럼 보여진다. 그럼에도 불구하고, 많은 사람들은 여전히 그 이름을 인식하고 신뢰한다. 따라서 웹스터는 강력하고 수익성 높은 마케팅 도구로 계속 사용되고있다. 최근 몇 년 동안 노아 웹스터와 직접 연결고리가 없는 사전까지 그의 이름을 받아들여서 혼란을 가중시켰다. 랜덤 하우스 사전은 이제 랜덤 하우스 웹스터로 불리고 마이크로소프트사의 엔카르타 세계 영어 사전은 이제 엔카르타 웹스터 사전이다. 현재 웹스터의 뉴 유니버셜이라고 불리는 이 사전은 더 이상 원래의 웹스터의 뉴 유니버셜 사전의 본문조차 사용하지 않는 새로운 버전을 시도하고있다.
웹스터 온라인 사전(Rosetta Edition)은 Merriam-Webster Online과 무관한 필립 M. 파커(Philip M. Parker)에 의해 1999년에 만들어진 다국어 온라인 사전이다. 이 사이트는 웹스터의 수정되지 않은 사전(1913년), 위키낱말사전(Wiktionary) 및 위키백과(Wikipedia)를 포함한 다양한 온라인 사전 및 백과사전을 컴파일한다.
이러한 분위기는 현대적인 시각에서 웹스터라는 명칭이 보편적인 영어사전의 대명사로 여겨지는것을 의미하고 남용을 방치하는듯하지만, 한편으로는 웹스터 사전이 퍼블릭도메인으로 존재하는한 무분별한 사용은 이를 사용하는 저작권자 역시 퍼블릭도메인으로부터 자유롭지 못하게 되는 점도 의미하게 된다.
즉 이를 사용하는 저작권자가 일부 혹은 전부를 저작권을 포기하게 되는 상황이 있을수있음을 감수하는 것을 의미한다.

## 같이 보기
- 챔버스 영어사전